# In the Flat Field
In the Flat Field é o álbum de estreia da banda Bauhaus, lançado em 1980, pela gravadora 4AD. O álbum foi gravado nos estúdios Southern Studios, em Londres, excepto a música Double Dare, cuja versão gravada foi a tocada na BBC Radio 1.

## Faixas
1. "Dark Entries" — 3:53
2. "Double Dare" – 4:54
3. "In the Flat Field" – 5:00
4. "God in an Alcove" – 4:08
5. "Dive" – 2:13
6. "Spy in the Cab" – 4:31
7. "Small Talk Stinks" – 3:35
8. "St. Vitus Dance" – 3:31
9. "Stigmata Martyr" – 3:46
10. "Nerves" – 7:06

## Intérpretes
- Peter Murphy — vocais, guitarra
- Daniel Ash — guitarra
- David J — baixo
- Kevin Haskins — bateria